# Kohtla (Dorf)
Koordinaten: 59° 21′ N, 27° 13′ O
Das Dorf Kohtla (estnisch Kohtla küla) liegt im Kreis Ida-Viru (Ost-Wierland) im Nordosten Estlands. Es ist der Hauptort der gleichnamigen Landgemeinde (Kohtla vald).

## Beschreibung und Geschichte
Das Dorf hat 79 Einwohner (Stand 1. Januar 2010). Es liegt unmittelbar östlich der Stadt Kohtla-Nõmme in einem ausgedehnten Karstgebiet und war 1949 in die Stadt Kohtla-Järve eingemeindet worden.
Kohtla (auch Kohtla-Vanaküla genannt) geht zurück auf das bereits seit 1241 nachgewiesene Dorf Odri. Die ersten urkundlichen Angaben über den Hof Kohtla (deutsch Kochtel) stammen aus dem Jahr 1419. Ab 1844 hieß das Dorf nur noch Kohtla wie der Hof. Der Hof stand von 1750 bis Enteignung im Zuge der estnischen Landreform 1919 im Eigentum der adligen deutschbaltischen Familie Stackelberg. Das Herrenhaus brannte 1941 während des Zweiten Weltkriegs ab.
Bei Kohtla machten Archäologen mehrere Schatzfunde, darunter arabische Münzen aus dem 8./9. Jahrhundert.
Berühmtester Sohn des Ortes war der Schachgroßmeister Lembit Oll (1966–1999). Er liegt in Tallinn begraben. Ein weiterer Sohn des Ortes ist der  sowjetisch-russische Mathematiker, Kybernetiker und Hochschullehrer Waleri Borissowitsch Alexejew (* 1948).

## Bahnhof Kohtla
Kohtla liegt an der Bahnstrecke zwischen der estnischen Hauptstadt Tallinn und der Stadt Narva. Sie wurde Anfang der 1870er Jahre eingeweiht. Der erste Bahnhof stammt von 1876. Das heutige Bahnhofsgebäude wurde 1950 im Stil seiner Zeit errichtet. Es wurde 2010 an einen Privatmann verkauft. Der Bahnsteig ist 330 m lang.